# Taxa neta de migració

Taxa neta de migració al 2008: positiva (blau), negativa (taronja), estable (verd), sense dades (gris).

La taxa neta de migració és una xifra que indica la diferència entre el nombre de persones que entren i el nombre de persones que surten d'un país per cada 1.000 persones que hi habiten (basat en la població a mig any). Si la taxa és negativa, es diu que hi ha més persones sortint del país i l'estadística es converteix en taxa neta d'emigració. Per contra, si és positiva, hi ha més persones entrant al país, i l'estadística es coneix com a taxa neta d'immigració.
La taxa de neta de migració indica quina és la contribució de la migració al canvi poblacional. Avui dia alguns països d'Europa promouen la immigració per tal de contrarestar l'efecte d'una taxa de fecunditat inferior a 2,0 i d'una taxa de creixement poblacional negativa o molt petita. A altres països, la taxa de natalitat dels quals és elevada, una taxa neta de migració positiva i elevada pot causar un increment en la taxa d'atur, si no es produeixen oportunitats de treball suficients per a tots.